# Rosa Roth – Der Fall des Jochen B.
Der Fall des Jochen B. ist ein deutscher Fernsehfilm von Carlo Rola aus dem Jahr 2008. Es handelt sich um die fünfundzwanzigste Episode der ZDF-Kriminalfilmreihe Rosa Roth mit Iris Berben in der Titelrolle.

## Handlung
Der Sitten-Ermittler Jochen Barach, mit dem Rosa Roth eine kurzzeitige Liebesbeziehung hatte, steht er unter Verdacht in einem Stundenhotel den jungen Dealer Sascha Bremer erschossen zu haben. Bremer war den Betreibern eines Pornofilmstudios auf die Schliche gekommen, deshalb habe Barach Kontakt zum Mordopfer aufgenommen. Bei ihren Ermittlungen gegen Barach muss Roth feststellen, dass ihre alte Liebe sie nur belügt und wichtige Informationen verschweigt. Roth ist daher nicht in der Lage ihn von seiner Schuld zu entlasten und muss unter den Insassen ermitteln.

## Hintergrund
Der Fall des Jochen B. wurde vom 6. Dezember 2007 bis zum 29. Februar 2008 in Berlin und Umgebung gedreht. Am 1. November 2008 wurde die Folge um 20:15 Uhr im ZDF erstausgestrahlt.

## Kritik
Die Kritiker der Fernsehzeitschrift TV Spielfilm vergaben dem Film die bestmögliche Wertung, sie zeigten mit dem Daumen nach oben. „Realitätsnähe ist das große Plus der Krimireihe. Auch dieser neue Fall beleuchtet menschliche Abgründe so präzise, dass es schmerzt. Wegschauen hilft nicht!“. Das Resümee lautete: „Harter Runterzieher über pervertierte Gier“.